# Bene valete
Mit Bene valete (lateinisch bene valete, wörtlich „lebt wohl“) wird der Schlusswunsch einer mittelalterlichen Urkunde bezeichnet, der auf das Vorbild antiker Briefe zurückgeht. Das Bene valete wurde von den merowingischen und den ersten karolingischen Königen – vereinzelt bis 775 – in ihren Urkunden benutzt. Die häufigste Verwendung fand das Monogramm als Bestandteil der mittelalterlichen Papsturkunden.
Der wörtliche Inhalt des Schlusswunsches wurde vom Papst Leo IX. (1049–1054) unverändert ins neue Monogramm übernommen, das seit dem Ende April 1049 der Rota in allen päpstlichen Urkunden hinzutrat. Die früheren Papsturkunden enthielten einzelne Ligaturen NE, VA oder TE, die als Ursprung für das Benevalete dienen konnten. Außerdem fand das Monogramm, dessen Grundlage ein großes N darstellte, seine Parallelen in Münzen und päpstlichen Bleisiegeln. Das neue Zeichen wies keine standardisierte Größe auf und erlebte viele Wandlungen in seiner Darstellung. Es fand seinen festen Platz rechts von der Rota. Zusammen legitimierten sie das in der Urkunde festgesetzte Recht. Ursprünglich trat das Monogramm als Subskription des Ausstellers auf, mit der Zeit wurde es von den Schreibern der päpstlichen Kanzlei aufgeführt und durch Papst- und Kardinalunterschriften ergänzt.
Da das Benevalete keine Bindung an eine bestimmte Person oder Titel hatte, wird es als institutionelles Zeichen angesehen. Sein Erscheinen in den Urkunden weist damit auf eine neue Stufe in der Entwicklung der päpstlichen Kanzlei hin.

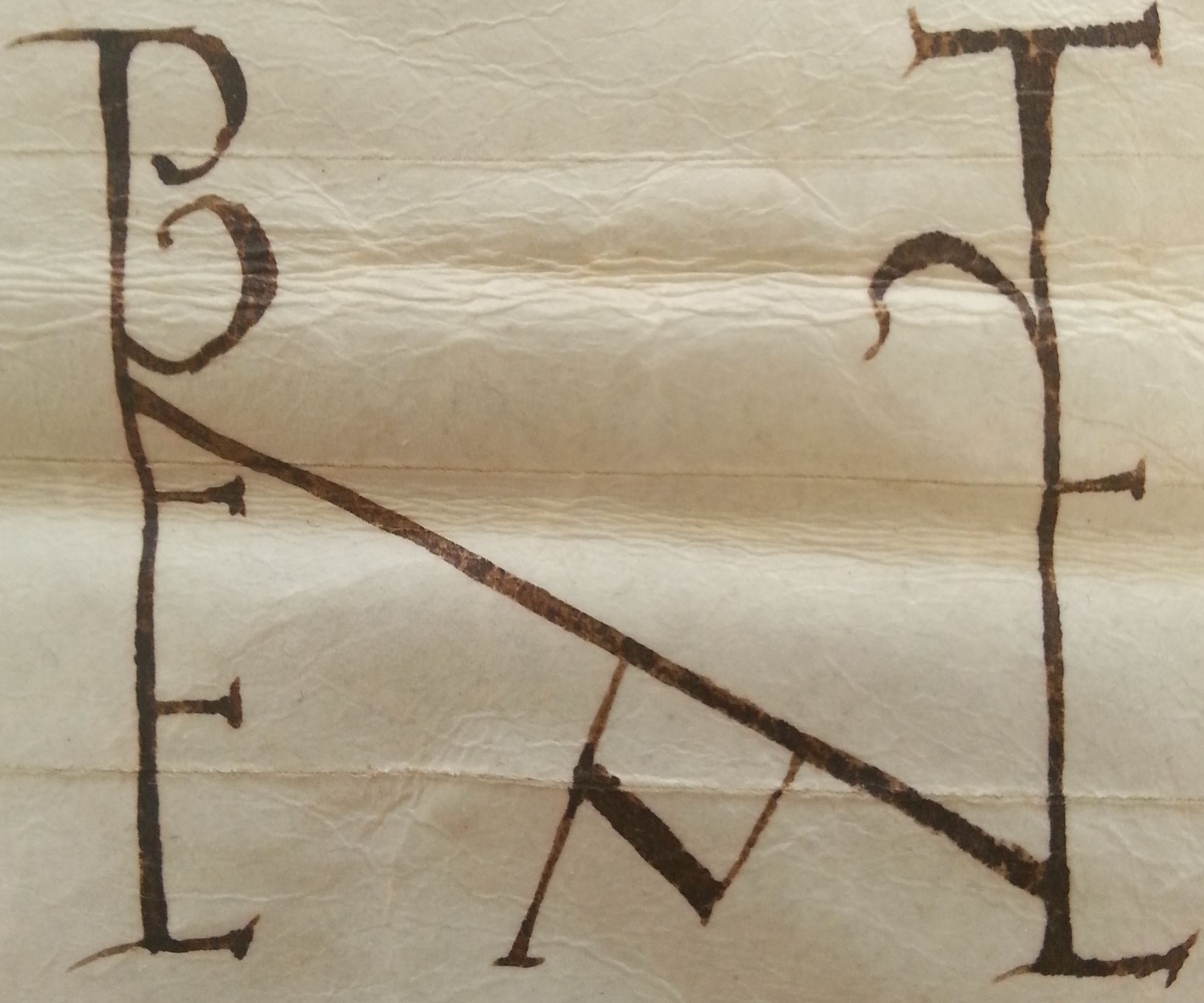
Bene valete auf einer von Papst Innozenz II. 1134 ausgestellten Urkunde

## Forschung
Das Benevalete wurde erstmals 1773 in der Monografie von Johann Carl Conrad Oelrichs De siglo pontificali Bene Valete erwähnt. Der Autor stellte 67 Abbildungen des Zeichens in der chronologischen Reihenfolge auf, wobei er es als Monogramm nicht anerkannte.
Ende des 19. Jahrhunderts wurden die ersten Versuche unternommen, die Entwicklung des Monogrammes zu verfolgen. Der österreichische Historiker Ferdinand Kaltenbrunner zeigte im Jahre 1880 eine Skizzierung der Veränderungen in der Zeichendarstellung bis zur Zeit des Papstes Paschalis II. (1099–1118).
Seit 1881 erschien die Edition Acta Pontificum Romanorum inedita von Julius von Pflugk-Harttung. Der Urkundenforscher beschrieb und nummerierte die zu diesem Zeitpunkt bekannten Variationen des Benevalete. Pflugk-Harttung entwickelte diese Typologie in seiner späteren Arbeit „Die Bullen der Päpste bis zum Ende des zwölften Jahrhunderts“ weiter, in der er das Monogramm zusammen mit anderen Merkmalen der Papsturkunden wie Rota, Initialen, Bleibullen und Schriftart in Betracht zog. Einige Forscher unterwarfen diese Schrift der Kritik, weil der Autor, ihrer Meinung nach, nicht genug Aufmerksamkeit den Illustrationen und der präziseren Erklärung des typologischen Prinzips schenkte.
Die Interpretation des päpstlichen Monogramms als BENE VALETE bleibt bis heute ein Grund für wissenschaftliche Diskussion. Peter Rück, der sich vor allem mit Kaiser- und Königsurkunden beschäftigte, kritisierte den traditionellen Inhalt des Monogramms. Er behauptete, dass es sich um ein Rätselzeichen handeln sollte, das sich nicht so leicht lesbar erweisen konnte. In dieser Behauptung stützte sich der Forscher auf die Etymologiae des Isidor von Sevilla. Rück schlug eigene Ausschreibung für das päpstliche Zeichen vor. Das Monogramm des Papstes Leo IX. wurde von ihm als IUBILATE gelesen.
Die Anhänger der „Bene valete“-Auflösung des Monogramms warfen Peter Rück vor, dass er den Buchstaben „N“, das Gerüst, das für die Zeichen aus verschiedener Zeit einheitlich blieb, nicht berücksichtigte. Sie wiesen darauf hin, dass das Monogramm öfters als BENE VALETE buchstäblich oder in Ligaturen in manchen mittelalterlichen Quellen (Alberich von Montecassino, Johannes Anglicus) sowie in den Nachzeichnungen der Kopisten und Fälscher wiedergegeben wurde.

## Entwicklung des Monogramms

### Von 1049 bis 1077

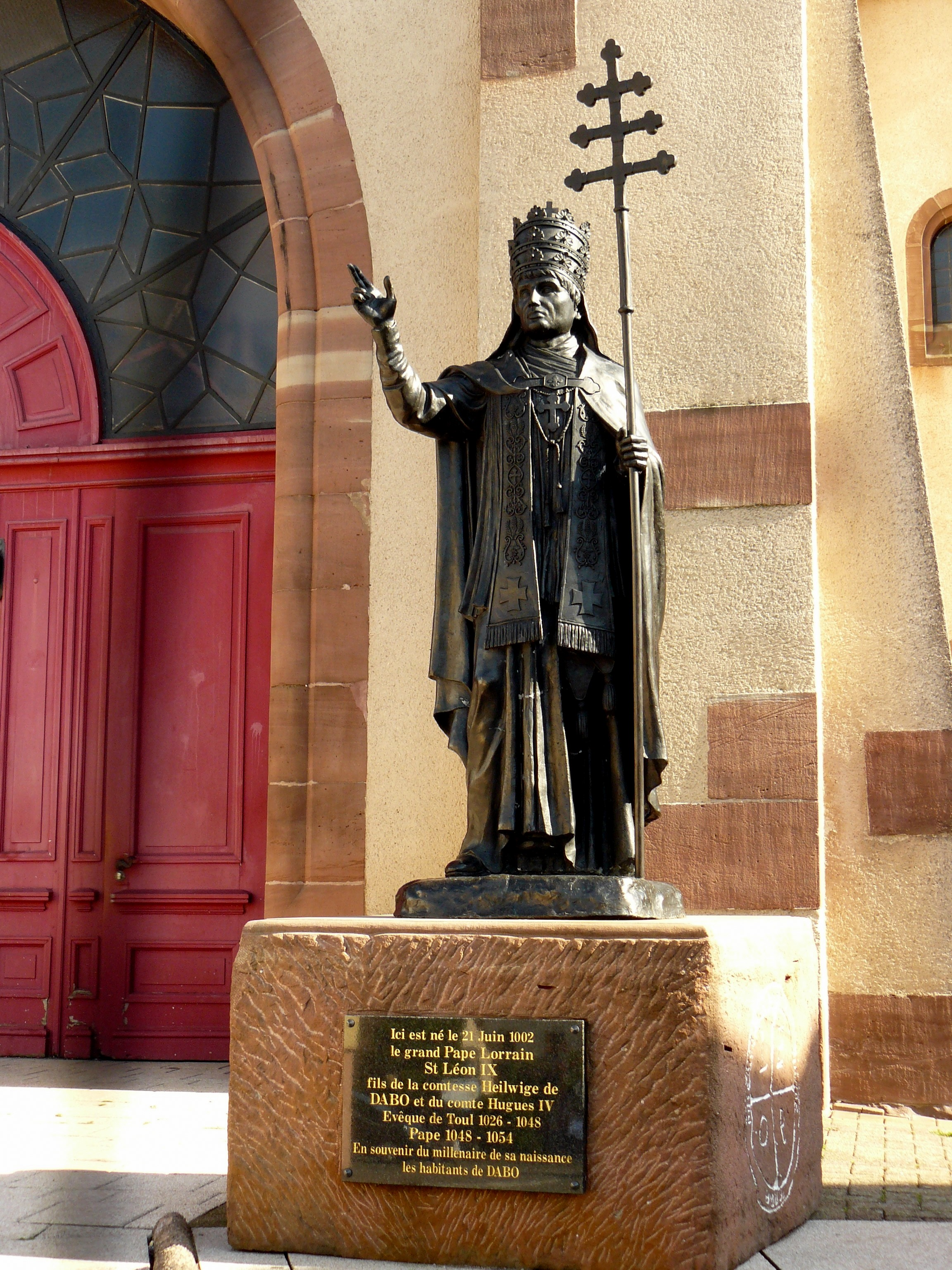
Statue Papst Leos IX. in Dagsburg

Im Jahre 1049 führte der Papst Leo IX. ein neues Monogramm ein. Als sein Gerüst diente das große N. Am oberen Ende des linken Monogrammschaftes wurde das B untergebracht. Unmittelbar darunter setzte sich die Diagonale vom N, die am Fuß des rechten Monogrammschaftes endete. Zwischen dem linken N-Schaft und dem Schrägbalken wurde ein A gebildet, wobei die von links gerichtete waagerechte Linie den Querbalken des letzten darstellte. Am unteren linken Schaftende befand sich ein weiterer horizontaler Balken, der entweder als Teil vom E oder als Fußbalken des L anzusehen war. Der rechte Schaft trug zwei Buchstaben E und T, die in eine Ligatur zusammengeführt wurden: das obere Ende des Schaftes bildete der Querbalken des T, in der Mitte und unten zweigten zwei waagerechte Striche ab, der letztere von welchen sich ebenfalls als Unterschaft vom L erweisen konnte. Es gab kein separates V oder U. Dieser Buchstabe wurde im Winkel aus dem Schrägbalken und dem zweiten Schaft untergebracht.
Die beschriebene Grundform blieb während dieser Zeit meistens unverändert, aber verschiedene Schreiber wiesen eigene typische Merkmale in der Form des Benevalete auf. Unter dem Papst Leo IX. hatte das Monogramm eine hochrechteckige Gestaltung mit dem ausgeprägten B, dessen unterer Bogen offensichtlich hervorragte. Die einzelnen Balken wurden mit unregelmäßigen Verdichtungen, die jenen Stellen entsprachen, wo mehrere Buchstaben aufeinander trafen, gezeichnet. Das Benevalete in den Urkunden von Alexander II. (1061–1073), das in Capitalis rustica statt Capitalis quadrata dargestellt wurde, neigte nach links. Das B hing nur mit dem oberen Bogen am linken Schaft. Das Ende seines unteren Bogens ging in den Schrägbalken vom N über, ohne den ersten N-Schaft zu berühren.
Die erste Etappe der Entwicklung des Benevalete war dadurch gekennzeichnet, dass die Verwendung des Monogramms in den päpstlichen Urkunden relativ bescheiden war. Unter Alexander II. und Gregor VII. (1073–1085) spielte die Rota die Rolle eines päpstlichen Zeichens. Seit dem Jahr 1077 kam das Benevalete für ein Jahrzehnt außer Gebrauch.

### Von 1088 bis 1198
Das Benevalete erschien erneut in den Urkunden von Urban II. (1088–1099). Unter diesem Papst zeichnete sich das Monogramm durch die Vielfalt seiner Form aus. Das zeigte sich in der Verwendung mehrerer Schriftarten. Die stadtrömischen Schreiber benutzten in ihrer Arbeit Kuriale, die Schreiber außerhalb der Stadt Rom legten den größeren Wert auf Minuskelschrift.
Die Variationsbreite des Benevalete hing auch von beteiligten Personen ab, die dessen Gestaltung beeinflussten. In den ersten Jahren des Pontifikats Urbans II. setzte sich die Form des Benevalete durch, die von der Hand des päpstlichen Prosignators und Kanzlers Johannes von Gaeta stammte. Der Unterschied zum ursprünglichen Monogramm Leos IX. lag darin, dass zwei andere Buchstaben am rechten Schaft untergebracht wurden. Unter den oberen T-Balken, links vom Schaft, setzten sich ein geschwungenes A und ein kleiner spornartiger Strich. Der letzte konnte als ein U oder ein V gedeutet werden. Der Buchstabe E erschien mit drei eigenen Querbalken an beiden N-Schaften. Dabei ist es nicht zu übersehen, dass er eine dominierende Position im Vergleich zum B einnahm. Dieses wurde in der oberen Hälfte des E gebildet. Die Diagonale verschob sich zum oberen Ende des linken Schaftes und durchstrich dabei das B, gleichzeitig traf sie den zweiten Hauptschaft über dessen Fuß. Mit der Zeit erlebte die Tradition des Johannes von Gaeta eine andere Fortentwicklung, die im 12. Jahrhundert durchsetzte. Das A wurde im Zentrum unter dem Schrägbalken untergebracht.
Der Kanzlei des Paschalis II. (1099–1118) gehörte der Schreiber Lanfranc an. Er übernahm den Typ des Monogrammes von Johannes von Gaeta, aber verschob das A unter die Diagonale neben den linken Schaft. Der Querbalken vom A hatte einen V-artigen Winkel. Das Monogramm zeichnete sich durch starke vertikale und dünnere horizontale Linien aus und wurde mit Punkten und Strich-Punkten-Muster verziert.
Aus den Jahren 1094–1100 stammen die Monogramme vom Skriniar Petrus. Ihr Gerüst wurde mit den weit auseinander liegenden Parallelstrichen ausschließlich der Deck- und Fußbalken der Schäfte versehen. Das B trat laut der bei Lanfranc abgezeichneten Tendenz weiter zurück. Unter der Diagonale wurde die Ligatur VA durch einen zusätzlichen horizontalen Strich als Querbalken vom A gebildet.
Seit dem Jahr 1102 nahm die Vielgestaltigkeit des Benevalete zu. Die Veränderungen betrafen die Größe und Form des Gerüstes, die Darstellung einzelner Buchstaben und Verzierungsmotive. Das breite Spektrum wurde von mehreren Tätigten der päpstlichen Kanzlei angeboten.
Die Zeit nach dem Jahr 1111 war durch die größere Einheit gekennzeichnet. Der Grund dafür lag in der Auflösung der päpstlichen Kanzlei aus dem Umfeld Roms. Die wenigeren Schreiber wurden an der Arbeit beteiligt, was auch aus der geringeren Anzahl verschiedener Monogramme, die unter einem Papst eingesetzt wurden, geschlossen werden kann. Unter dem Papst Honorius II. (1124–1130) bekam das Benevalete eine schmalere und höhere Gestaltung, ein doppelstrichiges Gerüst und zahnartige Verzierung. In den Urkunden von Innozenz II. (1130–1143) sind die Monogramme mit einem kurvenförmigen A-Schenkel und Knoten als Verbindungselemente an den Verbindungsstellen der Schäfte zu sehen. Das Benevalete unter Eugen III. (1145–1153) wies viele florale Motive und einen geraden Querbalken vom A auf.
Für die nächsten vier Jahrzehnte gibt es nur wenige Beispiele der verwendeten Monogrammtype. Julius von Pflugk-Harttung glaubte, keine neuen Arten des Benevalete in dieser Zeit zu finden. Die Nachfolger Eugens III. knüpften sich an die frühere Tradition an. Das Monogramm des Papstes Lucius III. (1181–1185) entspricht der Grundlage, die auf Johannes von Gaeta zurückkommt, und widerspiegelt die Neuerungen von Innozenz II. und Eugen III. Das florale Motiv wurde hier nur noch erweitert.

### Entwicklung nach 1198
Ende des 12. Jahrhunderts zeichnete sich die Tendenz ab, das Benevalete außer Gebrauch zu setzen. Die Erstellung der päpstlichen Urkunde verlangte einen großen Aufwand und hohe Kosten. Aus diesem Grund bekam die Bulle bald Anerkennung in der Kirchenverwaltung. Dieser neue Typ der Papsturkunde, der keine komplizierten Unterschriften und aufwendigen Zeichen enthielt, verdrängte ab dem 13. Jahrhundert die traditionelle Form des päpstlichen Privilegs.
Die wenigen Beispiele, die aus dem vorgelegten Zeitabschnitt stammen, zeigen jedoch eine weitere Entwicklung des Benevalete. In den späteren Monogrammen rückt das A zum zweiten Schaft.

### Das Benevalete in den Urkunden der Erzbischöfe und Bischöfe
Um die Mitte des 12. Jahrhunderts, als die meisten feierlichen Privilegien von der Papstkanzlei ausgestellt wurden, nahmen die Erzbischöfe und Bischöfe das Benevalete in ihre Urkunden auf. Das bischöfliche Monogramm zeichnete sich durch eine graphische Annäherung, in manchen Fällen direkte Übernahme der päpstlichen Form aus. Seit 1130 wurde das Monogramm zusammen mit der Rota verwendet, was die Nähe zum Papsttum betonte. Im späten 12. Jahrhundert entstanden einige lokale Traditionen hinsichtlich der Gestaltung des Benevalete. Kennzeichnend für diese Zeichen war, dass einzelne Buchstaben variabler als in den Papsturkunden dargestellt wurden. In manchen Monogrammen wurde das N-Gerüst aufgegeben.

## Das Monogramm als Datierungsmittel und seine Bedeutung für die Erkennung der Fälschungen
Dank seiner Entwicklung im Laufe der Zeit wird das Benevalete für die Datierung einzelner Urkunden verwendet. Die Identifizierung der Veränderungen im Monogramm mit dem Pontifikat des einen oder anderen Papstes erleichtert die Aufgabe der Urkundenforscher. Die vielfältige Gestaltung des Benevalete hilft auch bei der Ermittlung der Fälschungen. Die Abweichungen von der ursprünglichen Form sowie besondere Verzierungen des Monogramms können keine Zeugnisse der Unechtheit sein. Eine größere Rolle spielen dabei der Verzicht auf N-Gerüst oder die Aufnahme anderer Buchstaben, die Größe einzelner Bestandteile oder die Stellung gegenüber der Rota und den Kardinalunterschriften. Einen besonderen Fall stellen die Kopien dar: Bei der Anfertigung einer Kopie wurden keine Proportionen hinsichtlich der Größe und Position des Benevalete, die im Original vorkamen, übertragen. Viele Neuerungen, die vom Papst oder seinen Schreibern unternommen wurden, blieben einem Fälscher oft unbekannt, und er verblieb bei dem alten Modell, das nicht mehr im Umgang war. Diese Tatsache kann auch als Merkmal einer Fälschung angesehen werden.